# Пеком
Пеком је први рачунар домаће производње, најпознатији и највише продавани модел је Пеком 64. Производио се у фабрици Електронске Индустрије у Нишу познатија као ЕИ НИШ.